# 阿台 (元朝)
阿台（？—1288年），元朝大臣，别失八里畏兀儿人。塔本之孙，阿里乞失帖木儿之子。
阿台当袭父职，正好罢行省为平滦路总管府，1257年，蒙哥大汗命阿台为平滦路达鲁花赤。到任後，请免除银、盐、酒等税课八之一，减税。忽必烈即位，入朝，赐金虎符。诸侯王出平滦，供给费银七千五百两，户部不当时出银，阿台自陈上前，全部取偿以归。设置甲乙籍，籍民丁力，百姓方便。至元十年（1273年），进阶怀远大将军。岁饥，发粮赈济饥民。有人认为不可，阿台曰：“朝廷不允，愿以家中粮食补上。”于是饥民得活很多。僚属来到后，阿台给他们盐、米、羊畜、什器，想要他们不盘剥百姓。”姻族穷困的，月有常给；百姓有丧不能安葬，给他们棺椁、布帛、资粮。滦州为孤竹故国，建庙祭祀伯夷、叔齐，以励风俗。至元二十一年（1284年），进昭武大将军。至元二十四年（1287年），乃颜之乱，献马五百匹，忽必烈大喜。把乃颜银瓮赏赐给他。至元二十五年（1288年）入朝，得病去世。赐宣力功臣、资德大夫、中书右丞、上护军，追封永平郡公，谥忠亮。子迭里威失。